# Volkskrone

Volkskrone

Die Volkskrone wurde nach der Abschaffung der Monarchie in Deutschland als Ersatz der monarchischen Kronen über dem Wappenschild eingeführt. 
Die bis dahin verwendeten Rangkronen über den Wappenschilden wurde durch eine flache über den ganzen oberen Schildrand reichende Blätterkrone ausgetauscht. Die Wappen von Baden-Württemberg, Bayern, Berlin, Hessen und Rheinland-Pfalz zeigen diese Krone. Die Krone wird auch „als mit Weinlaub gezierte Krone“ beschrieben oder „Laubkrone“ genannt. 1923 fand sie im bayerischen Staatswappen erstmals Verwendung als Verkörperung der Volkssouveränität.

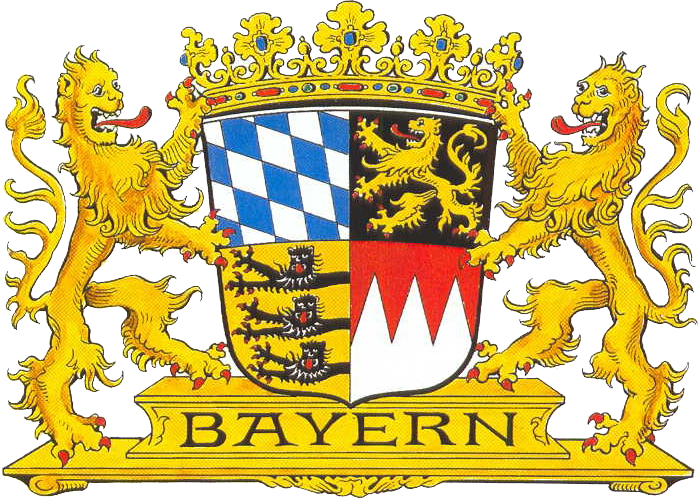
Großes Wappen des Freistaats Bayern 1923–1936
Kleines Landeswappen Baden-Württembergs mit Blattkrone und den drei „Stauferlöwen“
Kleines bayerisches Staatswappen
Wappen Berlins mit einer den Reif bildenden, städtischen Mauerkrone, auf welche die Blätter einer Laubkrone aufgesetzt sind
Landeswappen Hessens mit einer Blätterkrone
Landeswappen von Rheinland-Pfalz mit einer Volkskrone aus Weinlaub